# بيجارية إمثورنية
بيجارية إمثورنية (الاسم العلمي:Bejaria imthurnii) هي نوع من النباتات يتبع جنس البيجارية من الفصيلة الخلنجية.